# Saint-Pierre-du-Regard
Saint-Pierre-du-Regard est une commune française, située dans le département de l'Orne en région Normandie, peuplée de 1 335 habitants.

## Géographie

### Lieux-dits
En 1946, référence Insee recensement
Le Barronet ;
- la Bristière ;
- le champ Fermant ;
- le clos ;
- l'Être ;
- Grace ;
- le Grand Samoi ;
- Guefosse ;
- le Haut Theil ;
- le Haut Village ;
- la Houssée ;
- le Petit Samoi ;
- la Pivotière ;
- Pont Erambourg ;
- la Remesière ;
- la Roque ;
- Route des Quarante Sous ;
- le Theil ;
- le Vaugroult ;
- les Vaux de Vère ;
- la Verrerie.
Février 2001 cadastre révisé de la commune
Le Bas de la Roque-Est ;
- le Baronet ;
- la Bristière ;
- les Bruyères ;
- le Champ Ferment ;
- le Clos-Est ;
- le Clos-Ouest ;
- le Clos des Canges-Nord ;
- le Clos des Canges-Sud-Est ;
- les Costils ;
- le Domaine ;
- Fontaine Noc ;
- Grace ;
- le Grand Samoi-Nord ;
- Le Grand Samoi-Sud ;
- Gué Fosse ;
- le Haut Theil ;
- le Haut Village ;
- la Houssaye ;
- la Martinique ;
- Moissy ;
- le Parc ;
- la Petite Suisse ;
- le Petit Samoi Ouest ;
- la Pivotière ;
- le Plafond ;
- Planquivon ;
- Pont Érembourg-Est ;
- Pont Érembourg-Ouest ;
- la Remaizière ;
- la Roque-Est ;
- Saint-Mandé ;
- le Theil ;
- la Vallée ;
- le Vaugroult-Nord ;
- le Vaugroult-Sud ;
- les Vaux de Vère-Est ;
- les Vaux de Vère-Ouest ;
- Village du Petit Samoi ;
- Village Le Clos ;

### Hydrographie
La commune est située dans le bassin Seine-Normandie. Elle est drainée par le Noireau, la Vere, le Casse-Cou, le fossé 01 de la Bristière, le fossé 01 du Clos des Canges et divers autres petits cours d'eau,.
Le Noireau, d'une longueur de 43 km, prend sa source dans la commune de Saint-Christophe-de-Chaulieu et se jette  dans l'Orne à Ménil-Hubert-sur-Orne, après avoir traversé 15 communes. Les caractéristiques hydrologiques de le Noireau sont données par la station hydrologique située sur la commune de Condé-en-Normandie. Le débit moyen mensuel est de 4,9 m3/s. Le débit moyen journalier maximum est de 47,7 m3/s, atteint lors de la crue du 5 janvier 2018. Le débit instantané maximal est quant à lui de 58,7 m3/s, atteint le 4 janvier 2018.

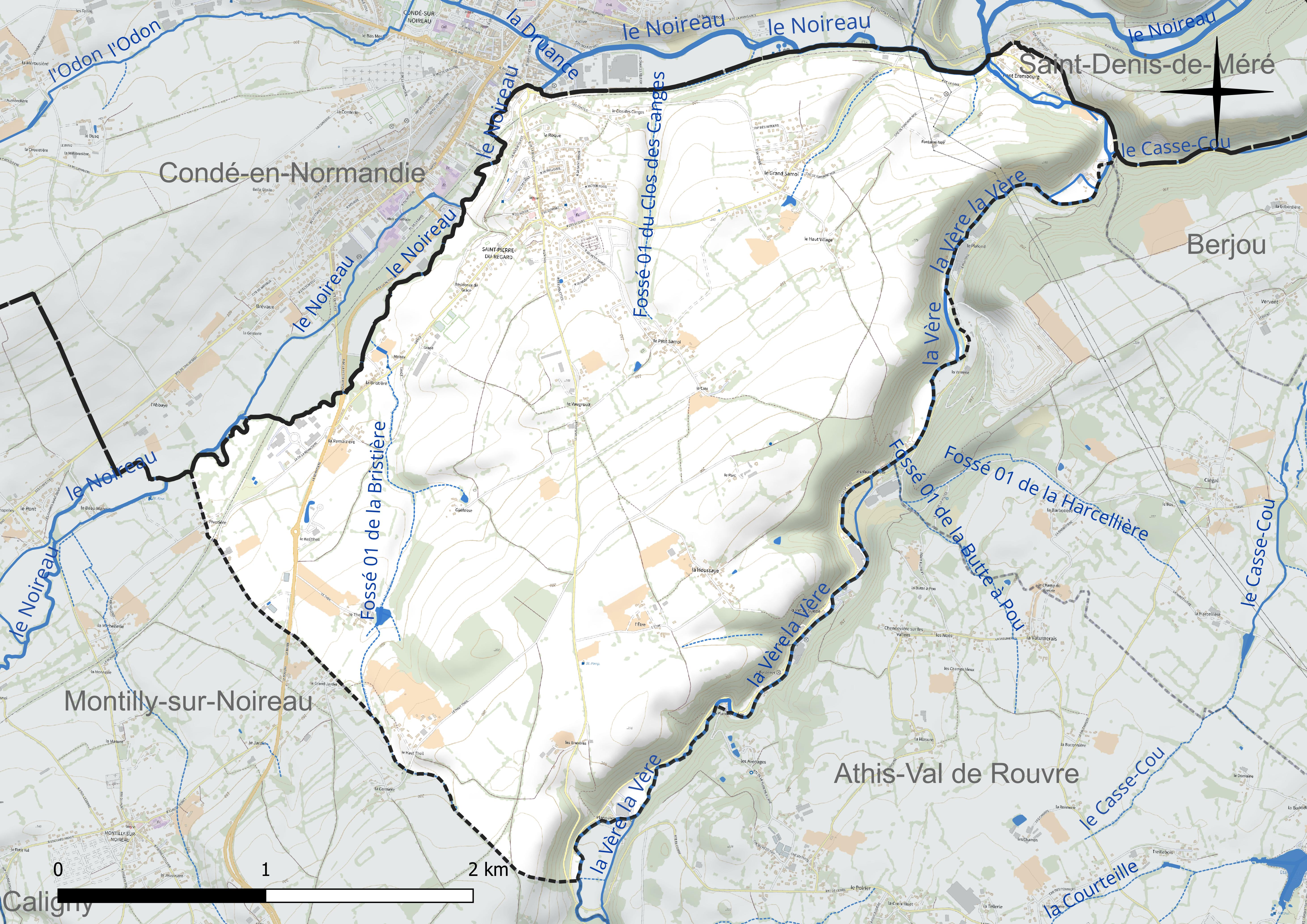
Réseau hydrographique de Saint-Pierre-du-Regard.

La Vère, d'une longueur de 25 km, prend sa source dans la commune de Landigou et se jette  dans le Noireau sur la commune, après avoir traversé douze communes. Les caractéristiques hydrologiques de la Vère sont données par la station hydrologique située sur la commune de Saint-Pierre-du-Regard. Le débit moyen mensuel est de 1,54 m3/s. Le débit moyen journalier maximum est de 25,5 m3/s, atteint lors de la crue du 5 janvier 2001. Le débit instantané maximal est quant à lui de 30,3 m3/s, atteint le même jour.

### Climat
Pour des articles plus généraux, voir Climat de la Normandie et Climat de l'Orne.
En 2010, le climat de la commune est de type climat océanique franc, selon une étude du CNRS s'appuyant sur une série de données couvrant la période 1971-2000. En 2020, Météo-France publie une typologie des climats de la France métropolitaine dans laquelle la commune est exposée à un climat océanique et est dans la région climatique Normandie (Cotentin, Orne), caractérisée par une pluviométrie relativement élevée (850 mm/a) et un été frais (15,5 °C) et venté. Parallèlement le GIEC normand, un groupe régional d’experts sur le climat, différencie quant à lui, dans une étude de 2020, trois grands types de climats pour la région Normandie, nuancés à une échelle plus fine par les facteurs géographiques locaux. La commune est, selon ce zonage, exposée à un « climat contrasté des collines », correspondant au Bocage normand, bien arrosé, voire très arrosé sur les reliefs les plus exposés au flux d’ouest, et frais en raison de l’altitude.
Pour la période 1971-2000, la température annuelle moyenne est de 10,5 °C, avec une amplitude thermique annuelle de 12,4 °C. Le cumul annuel moyen de précipitations est de 833 mm, avec 13,1 jours de précipitations en janvier et 7,8 jours en juillet. Pour la période 1991-2020, la température moyenne annuelle observée sur la station météorologique la plus proche, située sur la commune d'Athis-Val de Rouvre à 5 km à vol d'oiseau, est de 10,6 °C et le cumul annuel moyen de précipitations est de 944,7 mm,. Pour l'avenir, les paramètres climatiques de la commune estimés pour 2050 selon différents scénarios d’émission de gaz à effet de serre sont consultables sur un site dédié publié par Météo-France en novembre 2022.

## Urbanisme

### Typologie
Au 1er janvier 2024, Saint-Pierre-du-Regard est catégorisée commune rurale à habitat dispersé, selon la nouvelle grille communale de densité à sept niveaux définie par l'Insee en 2022.
Elle appartient à l'unité urbaine de Condé-en-Normandie, une agglomération inter-départementale regroupant deux  communes, dont elle est une commune de la banlieue,,. Par ailleurs la commune fait partie de l'aire d'attraction de Flers, dont elle est une commune de la couronne,. Cette aire, qui regroupe 38 communes, est catégorisée dans les aires de 50 000 à moins de 200 000 habitants,.

### Occupation des sols
L'occupation des sols de la commune, telle qu'elle ressort de la base de données européenne d’occupation biophysique des sols Corine Land Cover (CLC), est marquée par l'importance des territoires agricoles (80,8 % en 2018), en diminution par rapport à 1990 (85,2 %). La répartition détaillée en 2018 est la suivante : 
prairies (48,9 %), terres arables (31,9 %), forêts (10,2 %), zones urbanisées (5,3 %), zones industrielles ou commerciales et réseaux de communication (3,4 %), mines, décharges et chantiers (0,3 %). L'évolution de l’occupation des sols de la commune et de ses infrastructures peut être observée sur les différentes représentations cartographiques du territoire : la carte de Cassini (XVIIIe siècle), la carte d'état-major (1820-1866) et les cartes ou photos aériennes de l'IGN pour la période actuelle (1950 à aujourd'hui).

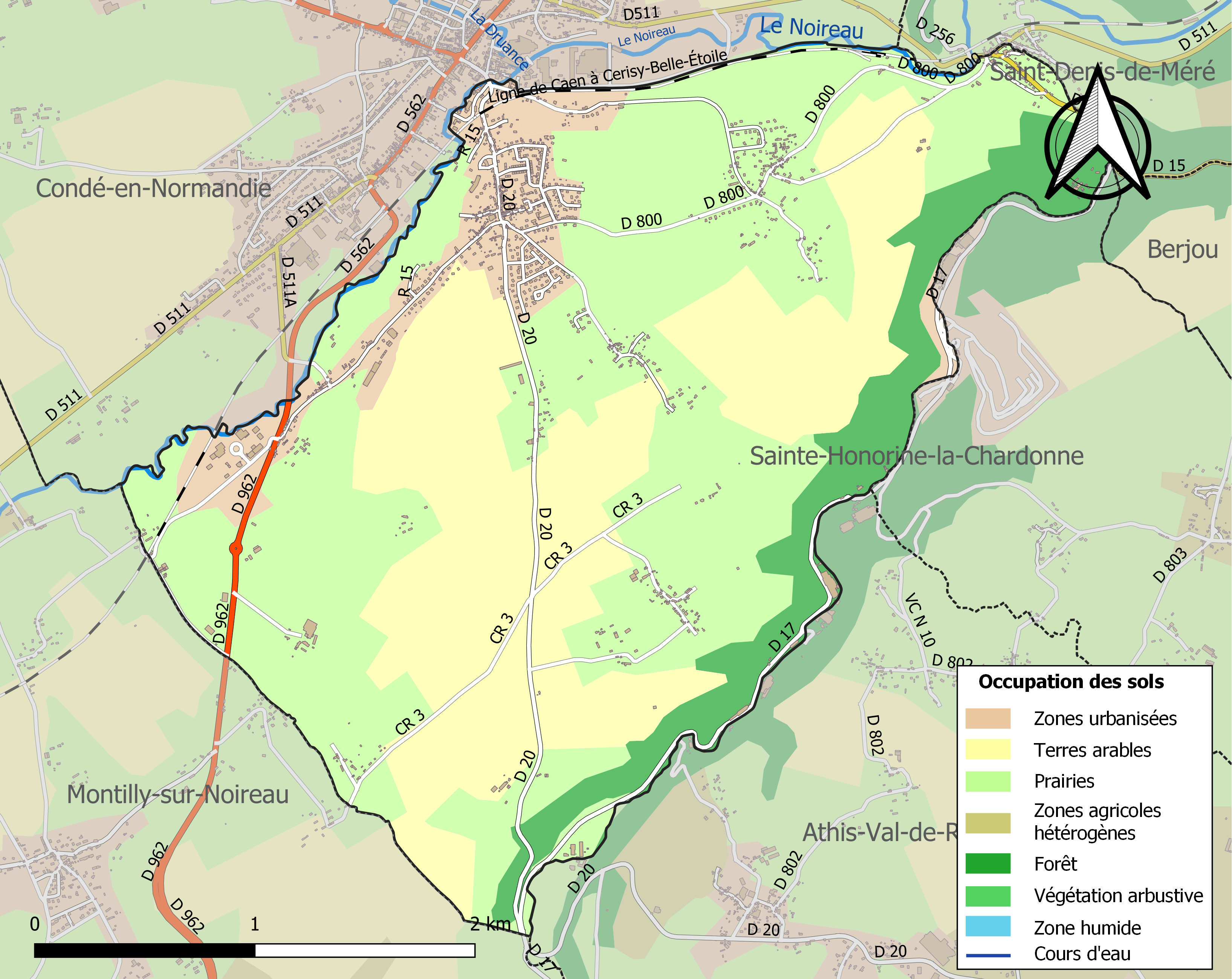
Carte des infrastructures et de l'occupation des sols de la commune en 2018 (CLC).

## Toponymie
Le nom de la localité est attesté sous la forme Sanctus Petrus de Respectu vers 1350, Saint Pierre du Regard en 1793.
La forme latine Sanctus Petrus de Respectu vers 1350, peut se traduire par : « à l'égard de Saint-Pierre ».
L'église est dédiée à l'apôtre Pierre.

## Politique et administration

### Liste des maires
| Période                                  | Période      | Identité                  | Étiquette | Qualité      |
| ---------------------------------------- | ------------ | ------------------------- | --------- | ------------ |
| 17                                       | 1796         | Jean Baptiste Halbout     |           |              |
| 1796                                     | 1798         | Jean François Langliné    |           |              |
| 1798                                     | 1798         | Pierre Georges Roullin    |           |              |
| 1798                                     | 1798         | Charles Bodin             |           |              |
| 1798                                     | 1806         | Jacques François Boisadau |           |              |
| 1806                                     | 1812         | Charles Bodin             |           |              |
| 1812                                     | 1815         | Jean-Baptiste Le Foulon   |           |              |
| 1815                                     | 1816         | Julien Le Breton          |           |              |
| 1816                                     | 1826         | Jacques Desaunay          |           |              |
| 1826                                     | 1829         | Louis Roullin             |           |              |
| 1829                                     | 1832         | Jean-Baptiste Le Foulon   |           |              |
| 1832                                     | 1850         | Jean Bodin                |           |              |
| 1850                                     | 1850         | Jean Legrégeois           |           |              |
| 1850                                     | 1855         | Jacques Le Breton         |           |              |
| 1855                                     | 1856         | Pierre Lemontier Toullin  |           |              |
| 1856                                     | 1860         | Joseph Henri Leconte      |           |              |
| 1860                                     | 1865         | Félix Chauvière           |           |              |
| 1865                                     | 1871         | Félix Le Breton           |           |              |
| 1871                                     | 1878         | Jacques Bourrienne        |           |              |
| 1878                                     | 1892         | Félix Le Breton           |           |              |
| 1892                                     | 1896         | Paul Brionne              |           |              |
| 1896                                     | 1900         |                           |           |              |
| 1900                                     | 1904         |                           |           |              |
| 1904                                     | 1908         |                           |           |              |
| 1908                                     | 1912         |                           |           |              |
| 1912                                     | 1919         |                           |           |              |
| 1919                                     | 1925         |                           |           |              |
| 1925                                     | 1929         |                           |           |              |
| 1929                                     | 1935         |                           |           |              |
| 1935                                     | 1945         |                           |           |              |
| 1945                                     | 1947         |                           |           |              |
| 1947                                     | 1953         |                           |           |              |
| 1953                                     | 1959         |                           |           |              |
| 1959                                     | 1965         |                           |           |              |
| 1965                                     | 1971         |                           |           |              |
| 1971                                     | 1977         |                           |           |              |
| 1977                                     | 1983         |                           |           |              |
| 1983                                     | 1989         |                           |           |              |
| 1989                                     | 1995         |                           |           |              |
| juin 1995                                | 18 mars 2001 | Pierre Quillard           |           |              |
| mars 2001                                | En cours     | Michèle Guicheteau        | SE        | Agricultrice |
| Les données manquantes sont à compléter. |              |                           |           |              |

## Démographie
L'évolution du nombre d'habitants est connue à travers les recensements de la population effectués dans la commune depuis 1793. Pour les communes de moins de 10 000 habitants, une enquête de recensement portant sur toute la population est réalisée tous les cinq ans, les populations de référence des années intermédiaires étant quant à elles estimées par interpolation ou extrapolation. Pour la commune, le premier recensement exhaustif entrant dans le cadre du nouveau dispositif a été réalisé en 2006.
En 2022, la commune comptait 1 335 habitants, en évolution de −7,1 % par rapport à 2016 (Orne : −3,21 %, France hors Mayotte : +2,11 %).
| 1793  | 1800  | 1806  | 1821 | 1831  | 1836  | 1841  | 1846  | 1851  |
| ----- | ----- | ----- | ---- | ----- | ----- | ----- | ----- | ----- |
| 1 047 | 1 018 | 1 012 | 936  | 1 271 | 1 613 | 1 601 | 1 677 | 1 767 |

| 1856  | 1861  | 1866  | 1872  | 1876  | 1881  | 1886  | 1891  | 1896  |
| ----- | ----- | ----- | ----- | ----- | ----- | ----- | ----- | ----- |
| 1 832 | 1 876 | 1 869 | 1 935 | 2 019 | 2 032 | 2 210 | 2 019 | 1 886 |

| 1901  | 1906  | 1911  | 1921  | 1926  | 1931  | 1936  | 1946  | 1954  |
| ----- | ----- | ----- | ----- | ----- | ----- | ----- | ----- | ----- |
| 1 783 | 1 688 | 1 540 | 1 311 | 1 284 | 1 250 | 1 146 | 1 099 | 1 214 |

| 1962  | 1968  | 1975  | 1982  | 1990  | 1999  | 2006  | 2011  | 2016  |
| ----- | ----- | ----- | ----- | ----- | ----- | ----- | ----- | ----- |
| 1 386 | 1 565 | 1 538 | 1 515 | 1 497 | 1 274 | 1 246 | 1 346 | 1 437 |

| 2021  | 2022  | - | - | - | - | - | - | - |
| ----- | ----- | - | - | - | - | - | - | - |
| 1 358 | 1 335 | - | - | - | - | - | - | - |

## Lieux et monuments
- Les vingt-deux vitraux et la fresque en céramique de l'église Saint-Pierre, reconstruite en 1959 par l'architecte Pierre Meurice[29] sont l'œuvre du peintre Jean Weinbaum.

## Personnalités liées à la commune
- Émile Rimailho (1864 - 1954 à Pont-Érambourg), inventeur du canon à tir rapide de 155 mm (modèle 1904) et théoricien de l'organisation du travail.
- Raymond Martin (né en 1949 à Pont-Érambourg), coureur cycliste, troisième du Tour de France 1980, vainqueur du Grand Prix de la montagne de ce même Tour.